# BMW /5-serie
De BMW /5-serie is een serie motorfietsen van het merk BMW. Deze serie werd geproduceerd van 1969 tot 1973.

## Voorgeschiedenis
De “Vollschwingen BMW”-serie was in 1955 geïntroduceerd. De R 68 uit 1952 had duidelijk gemaakt dat de bestaande frames met plunjer achtervering en telescoop voorvork niet opgewassen waren tegen de hogere vermogens die langzaamaan beschikbaar werden. Daarom kregen de nieuwe modellen vanaf 1955 allemaal een Earles schommelvoorvork en normale achtervorken met twee veer/demperelementen. Omdat de achterframes weinig veranderden, was de wijziging aan de achterkant nauwelijks zichtbaar. Ook de verdere constructie veranderde slechts minimaal. Er werden langsgeplaatste luchtgekoelde eencilinders en tweecilinderboxermotoren met kopkleppen toegepast. De nokkenas lag hierbij boven de krukas en de stoterstangen zaten in verchroomde buisjes boven de cilinders. Motorblok en versnellingsbak waren uit aluminium gegoten, waarbij gietijzeren cilinders werden toegepast. Aan de voorkant van de krukas zat een gelijkstroomdynamo, aan de achterkant een zwaar vliegwiel met op het koppelingshuis een kijkgaatje om de ontsteking te kunnen afstellen. Er waren vier versnellingen aan boord en bijna alle machines hadden kogelkoppelingen aan het frame om de montage van een zijspan te vereenvoudigen. BMW ging zelfs zo ver om bepaalde zijspannen (van het merk Steib) te adviseren en men leverde zelfs speciale overbrengingsverhoudingen voor de eindaandrijving om voldoende trekkracht te genereren om een zijspan te trekken. Tussen 1955 en 1969 werden twee series geproduceerd, steeds bestaande uit een 250cc-eencilinder, een 500cc-toermotor, een 600cc-toermotor en een 600cc-sportmotor. De tweede serie bevatte ook een 500cc-sportmotor, de R 50 S, die echter slechts twee jaar in productie bleef. In de jaren zestig begon BMW echter een duidelijke achterstand op te lopen ten opzichte van de concurrentie. In eerdere jaren was die concurrentie uit het Verenigd Koninkrijk en Italië gekomen, maar BMW had als ijzersterke troeven de bijna spreekwoordelijke betrouwbaarheid, degelijkheid en waardevastheid van hun machines. Een plus was zeker ook de cardanaandrijving, die toen in het geheel niet ingeburgerd was, maar wel erg onderhoudsvriendelijk was. Een ketting moest indertijd nog regelmatig verwijderd, uitgekookt, ingevet en weer gemonteerd worden. Met de komst van de Japanse merken Yamaha, Suzuki, Kawasaki en vooral Honda werd de concurrentiestrijd echter heviger. Honda maakte viertaktmotoren, die technisch vooruit waren op de BMW's, bijvoorbeeld dankzij bovenliggende nokkenassen, maar ook veel meer vermogen leverden en vooral beter stuurden. Dat had alles te maken met de vrij lompe schommelvoorvorken, die zwaar draaiden, met name in korte bochten en bij het manoeuvreren. Dat was voor BMW reden om in 1968, vooruitlopend op een nieuwe serie de modellen, de R 50/2 en R 69 S voor de Amerikaanse markt te voorzien van een geheel nieuwe telescoopvork. Naast de stuurproblemen hadden de BMW's nog een ander probleem: de modellen waren uiterlijk nauwelijks meegegaan met de tijd. Al in de jaren vijftig liepen ze op dat gebied achter op bijvoorbeeld de Britse Nortons, Triumphs en BSA's. Maar de lichte, wendbare en vlot ontworpen Japanse concurrentie en niet te vergeten de Italianen waren heel wat beter ontworpen. BMW hield in deze tijd (en nog lang er na) vast aan de Form follows function ontwerpfilosofie: de functionaliteit en ergonomie bepalen het uiterlijk van de motorfiets. Met betrekking tot kleurkeuze was het niet anders: Elke kleur was leverbaar zolang het maar zwart was. En al was het motorvermogen door de jaren heen gegroeid, om mee te komen met de concurrentie moest er iets gebeuren.

## /5-serie
Alle modellen die in 1969 op de markt kwamen droegen de typeaanduiding /5. Bovendien zou vanaf dit moment de cilinderinhoud af te leiden zijn van de typenaam. Zo kwam er de R 50/5 van 500 cc, de R 60/5 van 600 cc en de R 75/5 van 750 cc. Ontwerptechnisch was de serie een sprong vooruit. De motorfietsen waren dan ook helemaal nieuw ontwikkeld, uitgezonderd de telescoopvoorvork welke nagenoeg ongewijzigd werd overgenomen van de R69US. (zie: BMW R69S) Er was volop gebruikgemaakt van chroom en kleur, de frames hadden duidelijke kenmerken van het Norton Featherbed frame, met een aangebout achterframe, maar voortaan zonder de kogels voor de zijspanbevestiging. De zweefzadels waren voorgoed afgezworen. Het instrumentarium was uitgebreid met een toerenteller, geïntegreerd in een unit met de snelheidsmeter/kilometerteller en voorzien van een controlelicht voor oliedruk (oranje), laadstroom (rood), ongedimd koplicht (blauw), en vrijstand versnellingsbak (groen). De uitlaten waren licht omhooggebogen en droegen zo bij aan het moderne uiterlijk. Verder was ook tegemoetgekomen aan het grote bezwaar met betrekking tot de milieutechnisch inmiddels onhoudbare afvoer van carterdampen direct in de open lucht. De nieuwe modellen hadden allen een zogenaamde gesloten carterontluchting die uitkwam in het luchtfilterhuis. De krukas draaide voortaan in glijlagers, net als het big-end van de drijfstangen. De motorolievoorraad werd voortaan gereinigd door een verwisselbaar filter dat heel simpel bereikbaar was achter een deksel op het motorblok boven de carterpan (rechterzijde motorblok) Dit was een groot verschil met de zeer arbeidsintensieve vervanging/reiniging van de olieslingerschijf op de krukas bij de voorgaande modellen. Een heel belangrijke wijziging was de verplaatsing van de nokkenas. Doordat die nu onder de krukas lag, konden de stoterstangen naar de onderkant van de cilinders verhuizen. Die cilinders kwamen daardoor hoger te zitten, waardoor er meer grondspeling ontstond en de hellingshoek in bochten groter werd. Bovendien kwam het zwaartepunt van de motor lager te liggen. De 6 volt elektrische installatie was vervangen door 12 V. Alle modellen hadden een startmotor, hoewel ook nog een kickstarter was gemonteerd. Dankzij de verbeterde stuureigenschappen kon met name het topmodel R 75/5 meekomen met sterkere concurrenten zoals bijvoorbeeld de Honda CB 750 Four. Die leverde weliswaar 67 pk (de R 75/5 “slechts” 50), maar was ook 40 kg zwaarder dan de R 75/5. Bovendien waren de machines zo mogelijk nog degelijker en betrouwbaarder dan hun voorgangers. Dit was uiteraard bij de presentatie in 1969 nog niet bekend, maar is inmiddels duidelijk gebleken. Ook uiterlijk zag het motorblok er moderner uit. Met name de luchtfilterkast die helemaal geïntegreerd was in het motorblok, in tegenstelling tot de eerder toegepaste losse luchtfilterhuizen op de versnellingsbak. Net als bij de voorgaande R50-60-69(s) modellen werden voor oplopende duplextrommelremmen en achter simplexremmen - hoewel beiden van iets kleinere diameter - toegepast. Maar de belangrijkste remvertraging (die op het voorwiel) werd versterkt door toepassing van een bowdenkabel met teflonvoering en een dikkere binnenkabel die minder rekte en bovendien niet meer noodzakelijkerwijze moest worden gesmeerd; ja dit was zelfs ongewenst! Heel modern waren de optioneel verkrijgbare Hella H-4 55/60 watt halogeenlampen. Standaard kwamen alle /5 modellen met een Bosch 40/45 watt koplicht. De brandstoftank was in drie versies leverbaar: 24 liter, 17 liter en een 17 literexemplaar met verchroomde flanken (de "Toastertank"), dat eigenlijk alleen voor de export naar de Verenigde Staten bedoeld was en alleen in 1972 en 1973 geproduceerd werd. In de loop van de tijd werd de /5-serie licht gemodificeerd. De belangrijkste wijziging was de verlenging van de achtervork in 1973, vlak vóórdat de /6-serie op de markt kwam. Deze verlenging was ook goed zichtbaar: een gemodificeerd exemplaar was te herkennen aan de twee lassen op de cardantunnel. Daar was 5 cm tussen gelast om de wielbasis te vergroten en daarmee een betere rechtuitstabiliteit te verkrijgen. Hierdoor kon ook een 12V-30A-accu in plaats van voorheen het 18-ampèremodel worden toegepast, omdat er meer ruimte was tussen de achterzijde van het motorblok en het achterspatbord.  Alle krukassen maakten slagen van 70,6 mm, waardoor verschillen in cilinderinhoud alleen door wisselende boringen verkregen werden. Hier zou BMW bij de luchtgekoelde boxers aan vasthouden tot in 1995, toen de R 100 R Mystic uit productie ging.
De /5-serie kwam waarschijnlijk net op tijd op de markt. De Vollschwingen BMW's hadden het merk door de moeilijke tijden in de jaren vijftig gesleept, maar waren absoluut niet meer geschikt om de opkomende markt in de jaren zeventig te bedienen. Maar ook om een concurrerende positie op te bouwen tegen de onstuitbare internationale opkomst van de vier Japanse motormerken; Honda, Kawasaki, Suzuki en Yamaha, is de introductie van de /5 serie van doorslaggevend belang geweest voor de evolutie van het motormerk BMW.

### R 50/5
De R 50/5 loste de R 50/2 af, maar was geen “vernieuwd” model. Net als de rest van de /5-serie was de R 50/5 helemaal nieuw ontwikkeld. De meeste BMW kenmerken waren gebleven, zoals de luchtgekoelde tweecilinderboxermotor, de enkelvoudige droge plaatkoppeling, vier versnellingen en de cardanaandrijving. Binnen de /5-serie werd de show gestolen door het topmodel R 75/5, gevolgd door de R 60/5. De R 50/5 was een beetje het ondergeschoven kindje. De machine leverde 32 pk, wat ten opzichte van haar voorganger een flinke stap vooruit was, maar ten opzichte van de concurrentie niet erg indrukwekkend was. Maar als opvolger van de R 50/2 nam de R 50/5 de taak van Behördenmaschine over. Met name Duitse politiekorpsen gebruikten deze motorfiets. In tegenstelling tot de R 75/5, die de nieuwe Bing Constant Vacuüm carburateurs had, was de R 50/5 voorzien van eenvoudige dwarsstroomcarburateurs. Bij de komst van de /6-serie breidde BMW het gamma naar boven uit met de R 90/6 en de R 90 S, maar de 500cc-modellen verdwenen en de R 50/5 kreeg dus geen opvolger.

### R 60/5
In tegenstelling tot de R 75/5, die de nieuwe Bing Constant Vacuüm carburateurs had, waren de R 50/5 en R 60/5 voorzien van eenvoudige dwarsstroomcarburateurs. De R 60/5 werd ook wel als politiemotor ingezet, maar genoot toch een redelijke populariteit onder de privéklanten. Vooral mensen die lang getwijfeld hadden om een BMW te kopen, met name vanwege het "oubollige" uiterlijk, maar geen behoefte hadden aan een snelle motorfiets, kozen voor deze machine. Met zijn vermogen van 40 pk kon hij redelijk meekomen met de concurrentie. Ten opzichte van de R 50/5 had de R 60/5 een iets grotere boring (73,5 in plaats van 67 mm), waardoor de cilinderinhoud op 599 cc kwam.

### R 75/5
De laatste 750cc-motorfiets van BMW was in 1941 uit productie gegaan. Maar eind jaren zestig moest BMW iets doen aan de concurrentie uit Italië en Japan. Moto Guzzi leverde al enkele jaren de V7 en V7 Sport. De introductie van de Honda CB 750 Four in 1969 kwam voor de meeste Europese producenten hard aan. Maar met de R 75/5 kon BMW de strijd aan. Ten opzichte van de R 50/5 en R 60/5 was weer een iets grotere boring toegepast: 82 mm, waardoor de cilinderinhoud op 749 cc kwam. De machine leverde 50 pk en woog slechts 195 kg (met brandstof en olie). In Nederland vond dit model ook zijn plaats bij de dienst motorsurveillance van de voormalige Rijkspolitie. Het rijwielgedeelte was (voor die tijd) uitstekend, al werden deze BMW's in de jaren zeventig ook wel "Gummikuh" genoemd. Maar toen had de frametechniek al zo veel vooruitgang geboekt dat de BMW's alweer een beetje ouderwets waren geworden. De R 75/5 was de eerste BMW die Bing CV-carburateurs kreeg. De R 75/5 werd in 1973 opgevolgd door de R 75/6. Markant met betrekking tot de opgegeven topsnelheid was dat de gebruiksaanwijzing voor alle drie de typen, voor de R75/5 een höchstgeschwindigkeit opgaf 'sitzend' en 'liegend' respectievelijk 165 km/u en 175 km/u

## Technische gegevens
| BMW                | R 50/5                                 | R 60/5                                 | R 75/5                                 |
| ------------------ | -------------------------------------- | -------------------------------------- | -------------------------------------- |
| Periode            | 1969-1973                              | 1969-1973                              | 1969-1973                              |
| Categorie          | toermotor                              | toermotor                              | toermotor                              |
| Motortype          | kopklepmotor                           | kopklepmotor                           | kopklepmotor                           |
| Bouwwijze          | langsgeplaatste tweecilinderboxermotor | langsgeplaatste tweecilinderboxermotor | langsgeplaatste tweecilinderboxermotor |
| boring             | 67 mm                                  | 73,5 mm                                | 82 mm                                  |
| slag               | 70,6 mm                                | 70,6 mm                                | 70,6 mm                                |
| Cilinderinhoud     | 498 cc                                 | 599 cc                                 | 749 cc                                 |
| Max. Vermogen      | 24 kW/32 pk                            | 30 kW/40 pk                            | 37 kW/50 pk                            |
| Topsnelheid        | 140 km/h                               | 160 km/h                               | ca. 170 km/h                           |
| Aandrijving        | cardanas                               | cardanas                               | cardanas                               |
| Rijwielgedeelte    | dubbel wiegframe, buisframe            | dubbel wiegframe, buisframe            | dubbel wiegframe, buisframe            |
| Leeg gewicht       | ca. 190 kg                             | ca. 190 kg                             | ca. 195 kg                             |
| Max. totaalgewicht | 398 kg                                 | 398 kg                                 | 398 kg                                 |
| Tankinhoud         | 17 of 24 liter                         | 17 of 24 liter                         | 17 of 24 liter                         |
| Voorganger         | R 50/2                                 | R 60/2                                 | geen                                   |
| Opvolger           | geen                                   | R 60/6                                 | R 75/6                                 |